# Paradrymonia ulei
Paradrymonia ulei är en tvåhjärtbladig växtart som beskrevs av Wiehler. Paradrymonia ulei ingår i släktet Paradrymonia och familjen Gesneriaceae. Inga underarter finns listade i Catalogue of Life.